# Барахтян, Василий Алексеевич
Василий Алексеевич Барахтян (укр. Василь Олексійович Барахтян; 24 апреля 1908, посёлок Викторовское, ныне Костанайская область Казахстана, — 21 сентября 1988, Харьков, Украинская ССР) — советский украинский учёный-правовед, кандидат юридических наук (1939). Директор Харьковского юридического института (1939—1941 и 1943—1948) и заведующий кафедрой советского государственного права (1943—1971). Участник Великой Отечественной войны. Среди его учеников были Н. П. Воронов, Р. С. Павловский и В. В. Речицкий.

## Биография
Василий Барахтян родился 24 апреля 1908 года в посёлке Викторовское, территория которого ныне входит в состав района Беимбета Малина Костанайской области Казахстана, в семье крестьянина-бедняка. В апреле 1924 года начал работать,  сельском совете, где сначала был деловодом, а с сентября 1925 года — секретарем. С сентября 1926 по март 1927 года работал деловодом Затобольского районного исполнительного комитета Костанайской области, а затем возглавил региональный профсоюз партийных работников.
С 1930 по 1932 год служил в Красной армии в звании красноармейца в 1-й кавалерийской дивизии. Высшее образование получил в Харьковском институте советского строительства и права, в котором обучался с 1932 года. Исследователи В. В. Аксенова и Ю. П. Битяк утверждали, что Барахтян окончил институт в 1935 году. При этом в изданиях, приуроченных к юбилеям вуза, говорится, что в 1933/34 учебном году он был одним из четырёх аспирантов этого вуза, тремя остальными были: Мирон Бару, Виктор Колмаков и Дмитрий Рассейкин. В 1938 году окончил аспирантуру в Харьковском юридическом институте (до 1937 года —Харьковский институт советского строительства и права).

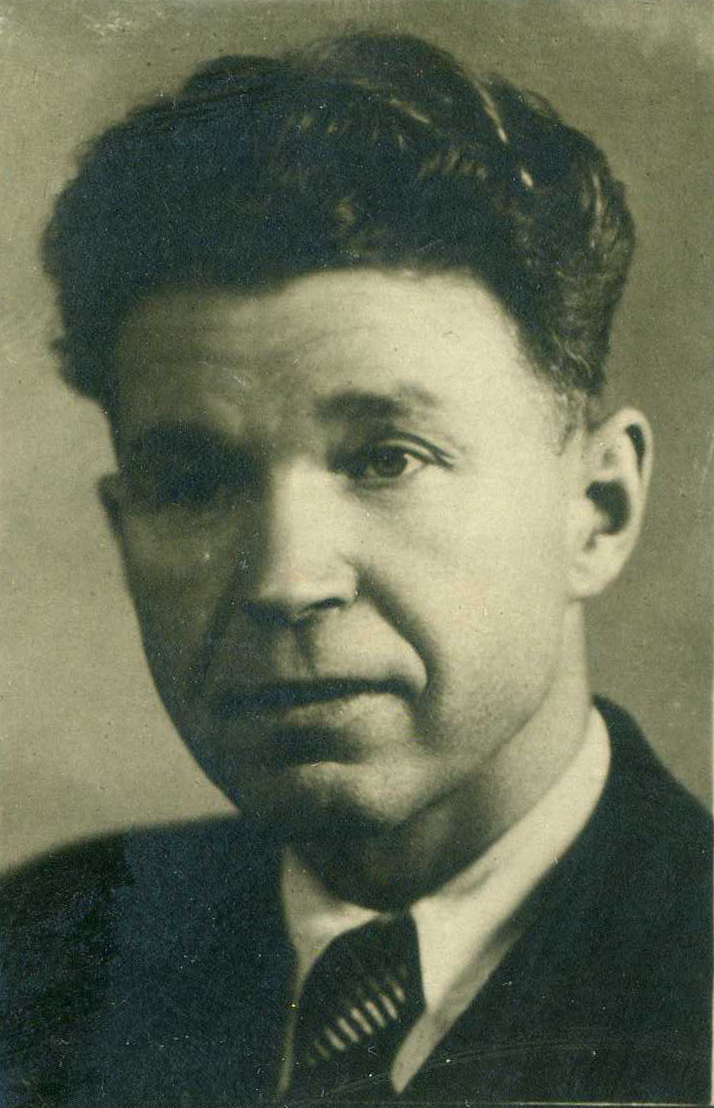
Василий Барахтян. 1950 год

В августе 1939 года Василий Алексеевич был назначен на должность директора Харьковского юридического института, на которой оставался вплоть до 1941 года. После начала Великой Отечественной войны в 1941 году он вступил в Красную армию, служил в коллегии военного трибунала Южно-Уральского военного округа, имел воинское звание майора. После освобождения Харькова 23 августа 1943 года и утверждения 4 ноября Советом народных комиссаров Украинской ССР приказа Всесоюзного комитета по делам высшей школы и Народного комитета юстиции Украинской ССР от 25 сентября 1943 года «О возобновлении работы Харьковского юридического института», Барахтян был отозван из армии и вновь возглавил вуз. Занимался восстановлением вуза, который был разрушен немцами вследствие войны.
Совмещая с директорством в 1943 году возглавил только что созданную кафедру советского государственного права. В феврале 1948 года «в связи с болезнью» оставил должность директора вуза и сконцентрировался на кафедральной работе. В 1950 или 1951 году кафедра советского государственного права была объединена с кафедрой международного права, а заведующим кафедрой был назначен В. А. Барахтян. В 1966 году кафедры вновь были разделены, и Василий Алексеевич продолжил возглавлять кафедру государственного и административного права. Оставался заведующим кафедрой вплоть до 1971 года, а затем с 1972 по 1986 год работал на ней же доцентом.
Василий Алексеевич Барахтян скончался 21 сентября 1988 года в Харькове.

## Научно-педагогическая деятельность
В круг научных интересов Василия Алексеевича входили ряд вопросов государственного (конституционного) права и строительства. В своих трудах он исследовал проблематику связанную с местными органами власти.
В июне 1939 года Василий Барахтян в Харьковском юридическом институте (по другим данным в Институте государства и права АН СССР) защитил диссертацию на соискание учёной степени кандидата юридических наук по теме «Украинская ССР в системе Советского союзного государства». Его официальными оппонентами были Илья Трайнин и Иосиф Левин. В том же году ему была присуждена соответствующая учёная степень.
В. А. Барахтян являлся автором и соавтором: двух монографий — «Советская демократия и свобода личности» (укр. «Радянська демократія і свобода особи»; 1972, соавтор) «Взаимоотношения местных советов и общественных организаций» (укр. «Взаємовідношення місцевих рад і громадських організацій»; 1972), учебника «Советское строительство» (укр. «Радянське будівництво», 1974, соавтор), двух учебных пособий и около 40 научных и научно-популярных статей.
Кроме того, занимался подготовкой научных кадров. Среди учёных, у которых В. А. Барахтян был научным руководителем диссертационного исследования были: Н. П. Воронов (1970), А. И. Еремин (1973), В. В. Захаров (1986), Р. С. Павловский (1954), В. В. Речицкий (1983), З. И. Светлакова (1970) и В. А. Северухин (1970). Также был официальным оппонентом на защите диссертаций у М. В. Цвика (1952) и К. И. Хавронина (1965).

## Награды
Василий Барахтян был удостоен ряда советских наград, с числе которых были орден «Знак Почёта» (Указ Президиума Верховного Совета СССР от 15 сентября 1961) «за большие заслуги в подготовке специалистов и развитии науки»;, а также медали «За победу над Германией в Великой Отечественной войне 1941—1945 гг.», «За доблестный труд в Великой Отечественной войне 1941—1945 гг.», «Двадцать лет Победы в Великой Отечественной войне 1941—1945 гг.» и «В ознаменование 100-летия со дня рождения Владимира Ильича Ленина».

## Оценки
Советский и украинский государственный и политический деятель Г. К. Крючков, характеризовал своих институтских наставников, которые для него были примерами для подражания, в число которых входил и Василий Алексеевич, как принципиальных людей, которые не поддавались конъюнктуре, а жили по закону и по совести.